# Kudal
Kudal (en marathi:कुडाळ), est une ville du Maharashtra en Inde.

## Géographie
La ville compte une population de 13 643 habitants en 2011.